# Mariann Horváth
Mariann Horváth (Budapest, 23 de septiembre de 1968) es una deportista húngara que compitió en esgrima, especialista en la modalidad de espada.
Ganó ocho medallas en el Campeonato Mundial de Esgrima entre los años 1989 y 1994, y dos medallas de oro en el Campeonato Europeo de Esgrima de 1991.

## Palmarés internacional
| Campeonato Mundial | Campeonato Mundial      | Campeonato Mundial | Campeonato Mundial |
| Año                | Lugar                   | Medalla            | Prueba             |
| ------------------ | ----------------------- | ------------------ | ------------------ |
| 1989               | Denver (Estados Unidos) | Medalla de oro     | Espada por equipos |
| 1990               | Lyon (Francia)          | Medalla de plata   | Espada por equipos |
| 1991               | Budapest (Hungría)      | Medalla de oro     | Espada individual  |
| 1991               | Budapest (Hungría)      | Medalla de oro     | Espada por equipos |
| 1992               | La Habana (Cuba)        | Medalla de oro     | Espada individual  |
| 1992               | La Habana (Cuba)        | Medalla de oro     | Espada por equipos |
| 1993               | Essen (Alemania)        | Medalla de oro     | Espada por equipos |
| 1994               | Atenas (Grecia)         | Medalla de plata   | Espada por equipos |
| Campeonato Europeo |                         |                    |                    |
| Año                | Lugar                   | Medalla            | Prueba             |
| 1991               | Viena (Austria)         | Medalla de oro     | Espada individual  |
| 1991               | Viena (Austria)         | Medalla de oro     | Espada por equipos |